# Incodynerus moei
Incodynerus moei är en stekelart som beskrevs av Willink 1969. Incodynerus moei ingår i släktet Incodynerus och familjen Eumenidae. Inga underarter finns listade i Catalogue of Life.